# نیکی جیووانی
نیکی جیووانی (انگلیسی: Nikki Giovanni؛ ۷ ژوئن ۱۹۴۳ – ۹ دسامبر ۲۰۲۴) نویسنده، شاعر و فعال اجتماعی اهل ایالات متحده آمریکا بود.
وی همچنین برندهٔ جوایزی همچون جایزه کتاب آمریکا شده‌است.